# Amanita verna
Amanita verna, comúnmente conocido como amanita de primavera, cicuta blanca o cogomasa, es un hongo basidiomiceto mortal y venenoso, uno de los muchos del género Amanita. En inglés, esta y otras especies del mismo género son llamados fool's mushroom (hongo del tonto) y destroying angels (ángeles destructores) en referencia a su alta toxicidad. Se encuentra presente en Europa durante la primavera, A. verna se asocia con varios árboles caducifolios y coníferas. Los píleos, los estipes y las láminas son todos de color blanco.

## Taxonomía
Amanita verna fue mencionada por primera vez en la literatura científica por el micólogo francés Jean Bulliard en 1780 como la forma vernus de Agaricus bulbosus. Bulliard advirtió que se podía confundir fácilmente con el hongo de campo comestible (Agaricus campestris), y que los remedios para los que lo habían comido incluían poner éter vitriólico en el vino o ajo machacado en la leche. Las reglas para distinguirla son: el agaricus canpestris tiene las láminas rosas que se tornan ocres y una volva inapreciable. El nombre de la especie verna viene de la palabra latina que significa "verano". Tres años después, Jean-Baptiste Lamarck la reconoció como especie distinta en su Encyclopédie Méthodique, Botanique.
La Amanita verna es un pariente cercano de Amanita phalloides, el casquete de la muerte, y un miembro del género de hongos Amanita. Amanita verna, como su pariente cercano, pertenece a la subfamilia Phalloideae.

## Descripción
La amanita de primavera es de un blanco puro, llegando hasta el himenio y el estipe. Este hongo, como todas las amanitas, tiene una volva. El píleo de esta amanita mide de 5 a 10 cm de ancho, y de altura mide casi lo mismo.
Las láminas de este hongo son libres y blancas, y la volva es como una bolsa grande. Su anillo es blanco y membranoso, y A. verna reacciona en amarillo con una solución de hidróxido de potasio al 20%, a diferencia de su pariente Amanita phalloides var. alba, mientras que la Amanita virosa obtiene una reacción amarillo anaranjada. Las esporas del hongo son lisas y elípticas.

## Hábitat y estación
La amanita de primavera crece en los bosques europeos y en los bosques de madera dura en primavera, como lo sugiere su epíteto específico en latín.
A diferencia de varias amanitas venenosas estrechamente relacionadas, no se sabe que este hongo esté presente en América del Norte.

## Toxicidad
Como otras amanitas blancas puras y mortales, la amanita de primavera es una de las setas más venenosas del mundo. Al igual que la oronja verde, este organismo contiene una dosis mortal de alfa-amanitina, que causa fallo hepático si no se trata inmediatamente. Aunque esta seta (junto con muchos otros hongos comestibles y mortales) también contiene falotoxinas, estas no son tóxicas para los seres humanos (cuando se ingieren) ya que se absorben escasamente.
La toxicidad y los síntomas de esta seta son similares, si no es que idénticos a los producidos por la oronja verde. Como otros miembros de la subfamilia Phalloideae, la amanita de primavera ha sido implicada en una serie de envenenamientos graves o fatales.
Los primeros síntomas negativos por comer este hongo pueden aparecer de 6 a 24 horas después de la ingestión. El primer síntoma es un simple malestar. Luego vienen los calambres violentos y diarrea. Al tercer día, los mismos síntomas se repiten, pero mientras que para muchos esto puede parecer un signo de recuperación, la mayoría de las veces es simplemente un heraldo del inicio final de los síntomas, que incluyen insuficiencia renal y hepática debido a las amatoxinas. En este punto, es necesario tomar medidas drásticas como los trasplantes de hígado, o la víctima probablemente moriría.Volk, Tom (1 de septiembre de 1997). «Tom Volk's Fungus of the Month for September 1997». University of Wisconsin. Consultado el 4 de noviembre de 2009.. Se suele confundir con los champiñones (agaricus )